# Cathay Dragon
Cathay Dragon (chinesisch 國泰港龍航空 / 国泰港龙航空), früher Dragonair (港龍航空 / 港龙航空), war eine chinesische Fluggesellschaft mit Sitz in der Sonderverwaltungszone Hongkong und Basis auf dem Hong Kong International Airport. Die Fluggesellschaft wurde am 21. Oktober 2020 mit sofortiger Wirkung aufgelöst und ins Branding von Cathay Pacific eingenommen.

## Geschichte

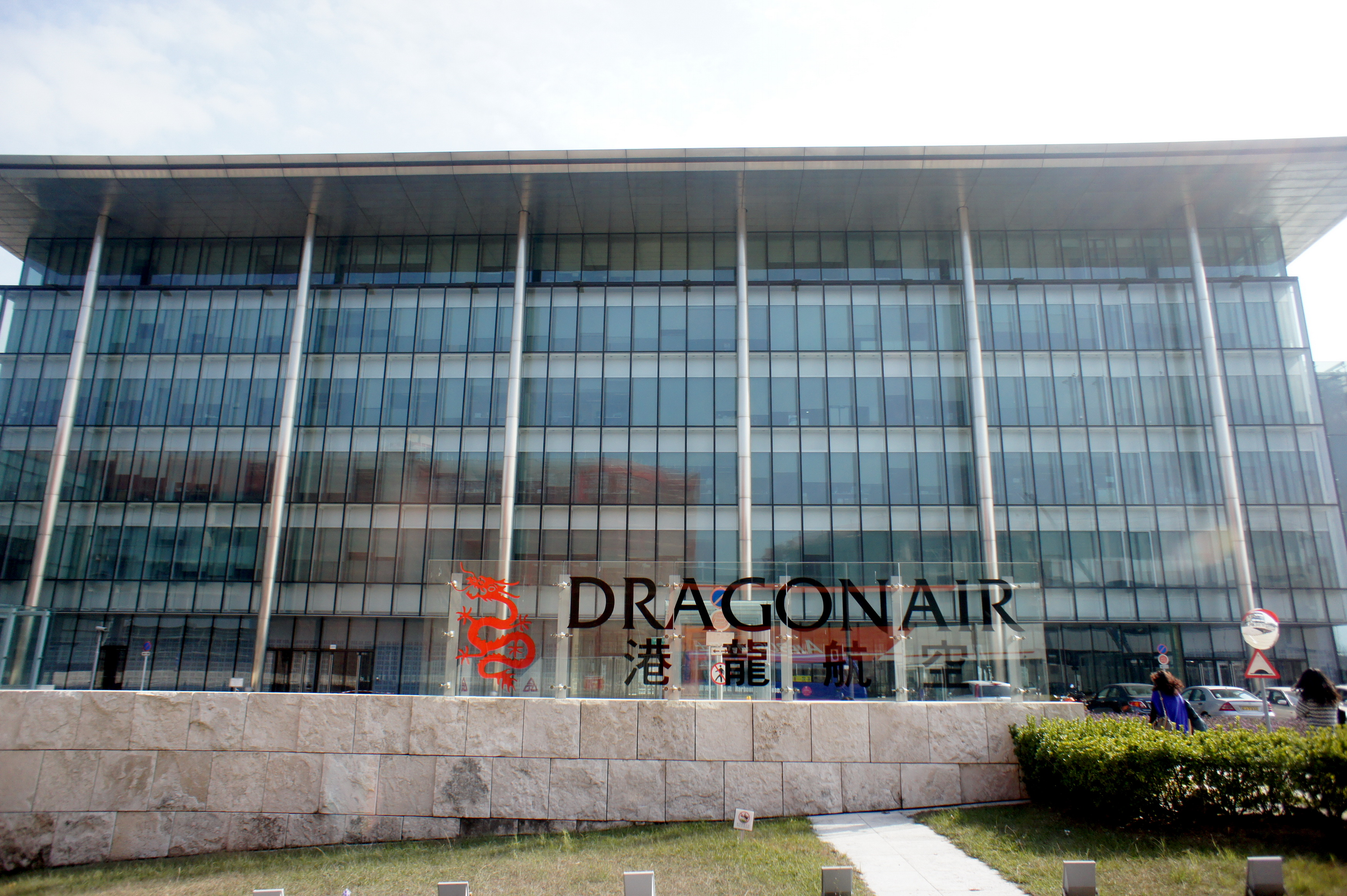
Dragonair House, der Sitz der Cathay Dragon

Cathay Dragon wurde im Mai 1985 auf eine Initiative von K.P. Chao, dem heute ehrenamtlichen Präsidenten der Fluggesellschaft, mit dem Namen Hong Kong Dragon Airlines gegründet und startete ihre Dienste im Juli 1985 mit einer Boeing 737 von Hongkongs Flughafen Kai Tak nach Kota Kinabalu in Malaysia. 1986 wurde die Airline in Dragonair umbenannt und bekam die Lizenzen für den Flugbetrieb in China und für einen Linienflug nach Phuket. 1987 nahm die Fluggesellschaft auch Charterflüge in China auf, außerdem wurde sie in diesem Jahr Mitglied der IATA.
Im Januar 1990 übernahmen Cathay Pacific und die Swire Group 35 % der Anteile von K.P. Chao und CITIC eignete sich 38 % an. 1993 wurde der erste Airbus A320-200 übernommen, gefolgt von mehreren A330-300. Eine Umverteilung der Machtverhältnisse brachte der Kauf von 35,86 % der Anteile von der China National Avitation Corporation (CNAC). Sie war damit größter Aktionär und baute den Anteil später weiter auf 43,29 % aus.
Am 9. Juni 2006 übernahm Cathay Pacific für umgerechnet 1,06 Milliarden US-Dollar alle Anteile an Dragonair. Demnach behielt Dragonair ihren Namen für die nächsten sechs Jahre. Dieser Handel war Cathay Pacific bei der Ausweitung des Streckennetzes in China behilflich.
Am 1. November 2007 wurde Dragonair über die Muttergesellschaft Cathay Pacific Mitglied der Luftfahrtallianz Oneworld Alliance.
Anfang 2016 wurde beschlossen, den Namen von Dragonair in Cathay Dragon zu ändern, um die Nähe zur Muttergesellschaft Cathay Pacific zu demonstrieren. Die Flugzeugbemalungen wurden ab April 2016 dem neuen Markenauftritt angepasst.

## Flugziele
Cathay Dragon betrieb ein Netzwerk von Flügen im ganzen asiatischen Raum mit Schwerpunkt in der Volksrepublik China.

## Flotte

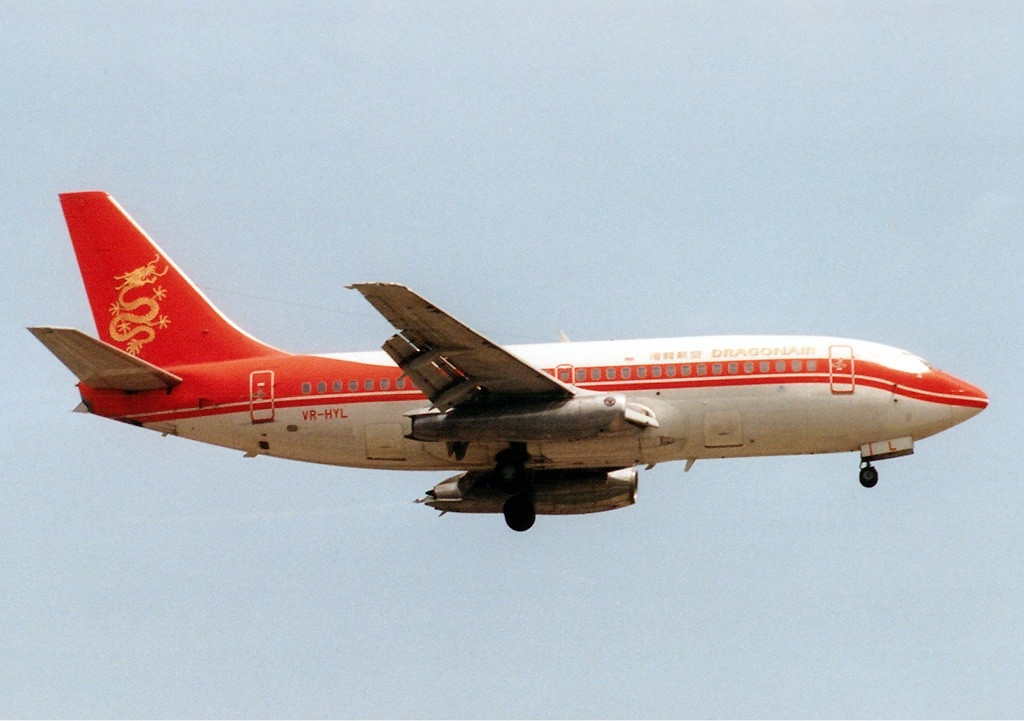
Eine Boeing 737-200 in ursprünglichen Farben der Dragonair.

Mit Stand März 2020 bestand die Flotte der Cathay Dragon aus 48 Flugzeugen mit einem Durchschnittsalter von 15,8 Jahren:
| Flugzeugtyp     | Anzahl | bestellt | Anmerkungen                                              | Sitzplätze (First/Business/Eco)              |
| --------------- | ------ | -------- | -------------------------------------------------------- | -------------------------------------------- |
| Airbus A320-200 | 14     |          | fünf inaktiv; sollen durch Airbus A321neo ersetzt werden | 164 (—/8/156)                                |
| Airbus A321-200 | 8      |          | sollen durch A321neo ersetzt werden                      | 172 (—/24/148)                               |
| Airbus A321neo  |        | 32       | bestellt durch Cathay Pacific                            | – offen –                                    |
| Airbus A330-300 | 26     |          | zwei inaktiv                                             | 280 (8/42/230) 307 (—/42/265) 317 (—/24/293) |
| Gesamt          | 48     | 32       |                                                          |                                              |